# Novice
Novice – miasto w Stanach Zjednoczonych, w stanie Teksas, w hrabstwie Coleman.